# Syacium
Scyacium es un género de peces teleósteos del orden de los pleuronectiformes, suborden de los pleuronectoideos y de la familia de los paralictíidos.

## Catacterísticas
Se trata de un género de peces planos que comprende varias especies que presentan una boca dotada de grandes dientes y que habitan en las costas de los Océanos Atlántico y Pacífico.
Con la excepción de S. guineensis, de la costa atlántica de África, todas las especies son propìas de las aguas de las Américas.
La especie más grande del género alcanza los 40 cm de longitud.

## Taxonomía

### Especies
En la actualidad dentro del género Syacium, la FishBase reconoce las siguientes 8 especies:

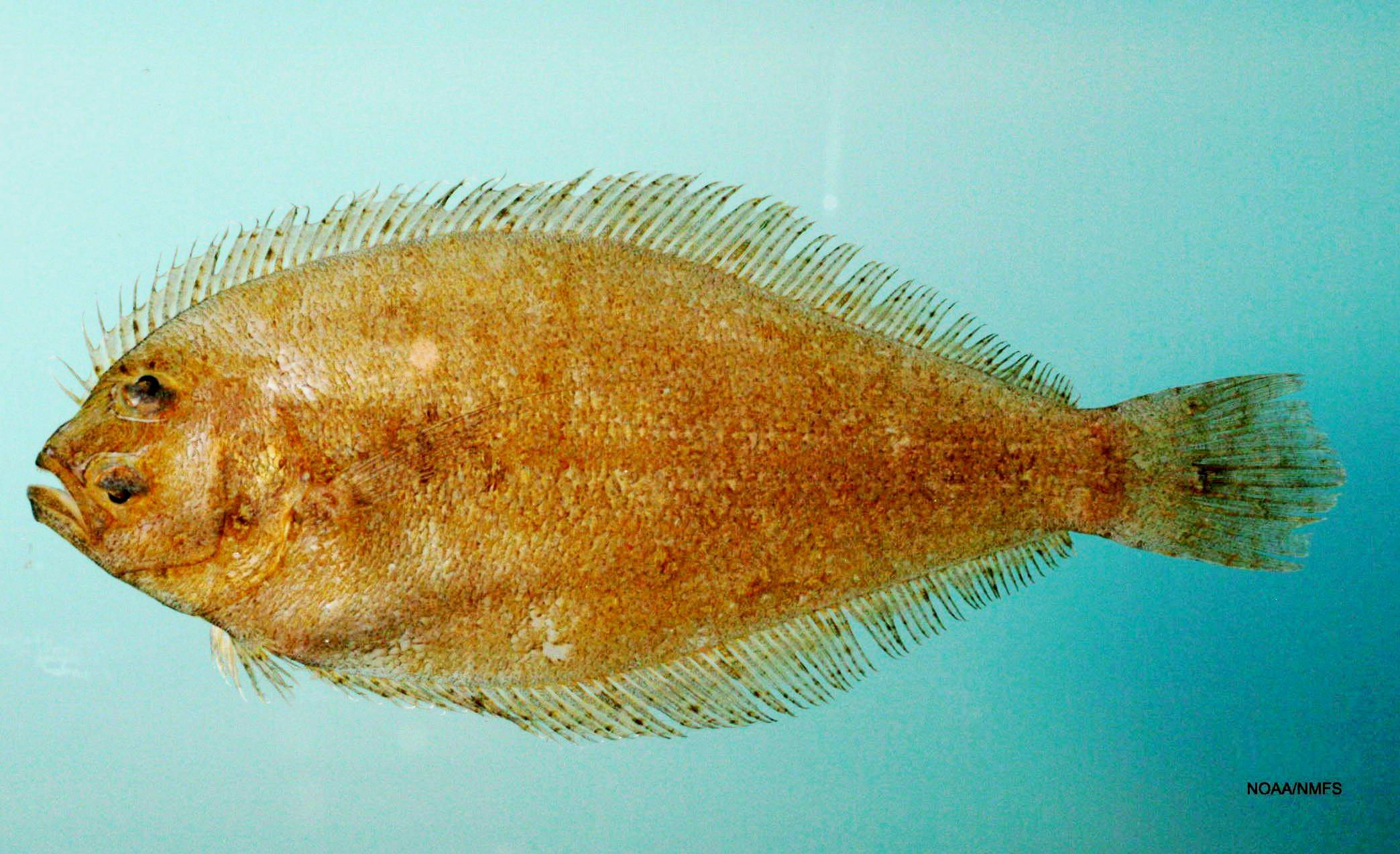
Syacium papillosum.

- Syacium guineensis (Bleeker, 1862)
- Syacium gunteri (Ginsburg, 1933)
- Syacium latifrons (D. S. Jordan & C. H. Gilbert, 1882)
- Syacium longidorsale (Murakami & Amaoka, 1992)
- Syacium maculiferum (Garman, 1899)
- Syacium micrurum (Ranzani, 1842)[3]
- Syacium ovale (Günther, 1864)
- Syacium papillosum (Linnaeus, 1758)